# ユニバーサルヘルスケア

2009年時点で、58の国にユニバーサルヘルスケア制度が存在する（根拠法が存在し人口9割以上をカバーする国）。

OECD各国の一人あたり保健支出（青は公的、赤は私的）

ユニバーサルヘルスケア（英語: Universal health care, Universal care）とは、政府が全国民へ一定な品質のある保健医療のサービスや、医療費の補助を平等に提供し続けていることを指す。
WHOによれば、社会の構成員すべてに対し特定の福利厚生パッケージを提供することで、医療費リスクから保護し、医療アクセスを改善し、保健状態の向上を図ることを目的とした制度である。「全ての人が適切な予防、治療、リハビリ等の保健医療サービスを、必要な時に支払い可能な費用で受けられる状態」を指し、これは同時に医療の利用により人々が経済的困難に陥らないようにすることを含んでいる。この点で、ユニバーサルヘルスケアは、社会保障と医療行政の両方に関わる概念である。
ユニバーサルヘルスケアは、カバーされている住民の割合、必要とされるサービスのうちカバーされるサービスの割合、全体の費用の中でカバーされる割合、という三つの要素が考慮されるべきとされている。ユニバーサルヘルスケアは、すべてのケースにおいて最善の形態が存在する概念ではないし、また万人のすべてのケースに対応できるものでもない。
OECD諸国においては、ギリシャ、米国、ポーランドを除いたすべての国で、基本的保健サービス（GP受診・専門医・検査・手術・医療用品）におけるカバーを達成している。歯科および処方薬については、これらの国では一般的に部分的補助となる。 ギリシャにおいては国家経済破綻のため、長期失業者や保険に加入しない自営業者が発生した（加入率79.9%）。 米国では現在オバマケアが進行中である（加入率88.5%）。ポーランドでは保険料不払い者が資格を喪失するようになった（加入率91.6%）。

## 名称
別称が多く、英語ではユニバーサルヘルスカバレッジ（英語: Universal health coverage, Universal coverage）、日本語では普遍主義的医療制度（ふへんしゅぎてきいりょうせいど）、国民皆保険（こくみんかいほけん）、全民医療（ぜんみんいりょう）などにも訳される。

## 歴史
ソ連はユニバーサルヘルスケア制度を1937年に制定し、1969年にそれぞれの地区で医療へ平等にアクセスできるようになった。ニュージーランドでは、1939年から1941年の間に一連のユニバーサルヘルスケア制度が整備された。英国においては1948年に国民保健サービス（NHS）が制定された。
その後は北欧諸国へ広まり、スウェーデン（1955年）、アイスランド（1956年）、ノルウェー（1956年）、デンマーク（1961年）、フィンランド（1964年）と続いた。
日本（1961年）、カナダサスカチュワン州、（1968-1972年）、オーストラリア（1974・1984年）でも制定された。
国営によるユニバーサルヘルスケア制度は、南ヨーロッパ諸国ではイタリア（1978年）、ポルトガル（1979年）、ギリシャ（1983年）、スペイン（1986年）、アジア諸国では韓国（1989年）、台湾（1995年）、またイスラエル（1995年）で制定された。
70年代以降では、西ヨーロッパ諸国ではオーストリア、ベルギー、フランス、ドイツ、ルクセンブルクなどで社会保険制度によるユニバーサルヘルスケアが制定され、擬似的なシステムだがオランダ（1985・2006年）、スイス（1996年）でも制定された。
現在のユニバーサルヘルスケア制度の多くは、第二次世界大戦以降の医療制度改革によって生まれたものである。すべての国が署名した世界人権宣言（1948年）の第2502章において、すべての人が利用できなければならないとされていることによる。
1952年の国際労働機関102号条約では、社会保障の最低基準の一つとして医療を挙げ、以下を定めている。日本は批准している。

## 運営モデル

OECD各国の財源別保健支出。
水色は政府一般歳出、紫は社会保険、赤は自己負担、橙は民間保険、緑はその他

OECD各国の民間医療保険種別。
橙は基礎的、水色は自己負担部の補償、緑はオプション的、紫はそれらの重複。

多くの国々では、ユニバーサルヘルスケアの原資は複数のモデルにて調達している。主な原資は国の一般歳入であるが、いくつかの国々では特定財源（個人や雇用者への課税）や個人負担（直接負担または保険料として負担）とする制度も持っている。
ヨーロッパにおける制度の多くでは、公的負担・民間負担をあわせたものを原資としている。
ユニバーサルヘルスケアの原資調達において、主流となっているのは税収である（ポルトガル、スペイン、デンマーク、スウェーデン）。いくつかの国々（ドイツ、フランス、日本など）では、複数提供者（multi-payer）制度であり、医療費の原資は政府と民間保険者の保険料の二つを用いている。また独立基金モデルでは、法的根拠を持つ非営利基金組織が保険者となり、多くの場合で雇用者と雇用主で保険料を負担している。
地方自治体と中央政府が、共同で原資負担しているシステムもある。ある制度の例では、基礎的な医療は地方自治体が提供するが、専門的医療の提供はより大規模な組織（自治体組合や道州レベル）が担い、医薬品は州単位の機関が負担している。
ユニバーサルヘルスケアは手ごろな費用で広範囲に展開可能である。医療費負担制度を累進的にすることで全体の収入不平等を是正することができる。
幾つかの国では、ユニバーサルヘルスケアにおける自己負担部を補助するための私的保険や、ユニバーサルヘルスケアの対象とならない追加オプションサービス（処方薬や歯科）を受けるための私的保険が存在する。フランスでは人口の96%が自己負担部を補助する私的保険に加入している。オランダでは人口の89%が追加オプションサービスのための保険に加入している。

### 法的な強制保険制度
国民健康保険のある国
- オーストラリア - Medicare
- ガーナ
- コロンビア
- 日本
- フランス[23]
- スイス
- 韓国 - 国民健康保険
- 台湾 - 全民健康保険
- ドイツ
- ナイジェリア
- カナダ - Medicare
- フィリピン

この制度においては、指定された保険に加入することを強制しており、その保険は国営のものである。国営保険か民間保険かを選ぶことができる国もあり（ドイツ、スイスなど）、一方で唯一の国営保険になっている国もある（カナダなど）。

### 単一支払者制度
採用国
- イタリア - SSN
- 英国 - 国民保健サービス[17][25]
- オーストラリア - Medicare
- カナダ - Medicare
- 韓国 - 国民健康保険公団
- 台湾 - 全民健康保険
- 米国 - メディケア、メディケイド

単一支払者制度（single-payer）による医療制度では、政府（もしくは政府関連機関）が保険料を徴収し、そして政府がすべての医療費を負担する。単一支払者制度でのサービス提供は、保険者と契約した民間組織による場合もあれば（カナダなど）、保険者が自ら医療機関を抱え直接サービスを提供することもある（英国など）。
単一支払者制度（single-payer）という区分は、ヘルスケア原資が単一の公的機関によってのみ負担されていることと定義されており、サービス提供の区分や医師の雇用主のことではない。

### 税金で原資確保
税金を原資とする場合、市民は保健サービスの原資をさまざまな税の形で負担する。必要予算は人口によりけりなので、地方自治体によって税率が違うことが多い。
いくつかの国の制度では、独立した保健税として課税されている（特に英国、アイルランド、オーストラリア、イタリア、スペイン、ポルトガル、ギリシャ、フィンランド、デンマークなど北欧諸国）。他の医療制度を採用している国では、社会保険税として様々な社会保険財源らを一括課税し、そして医療費請求を代理で支払うか、その一部を負担したりする。
- 日本においては国民健康保険の保険料徴収において、自治体が任意で国民健康保険税として税形態を選択できる。

### 社会保険
社会保険プログラムでは、雇用者、自営業者、企業、政府が、単一もしくは複数の基金に原資を供出する。基金では、単一または複数の医療提供者とあらかじめ設計されたベネフィットパッケージを提供するよう契約を交わしている（保険医）。このシステムでは、政府保健省には、基金（保険者）が公的医療を適切に運用するよう指導する責任がある。
- オランダでは管理競争政策が取られ、公的医療保険は民間企業が引き受けている[27]。保険者にはリスク構造調整のための補助金が支給される。一方で障碍者・介護保険については政府が直接引き受ける。
- スイスは強制保険ではあるが、引受者は公的・民間企業の両者が存在し自由に選択できる。

### 民間保険
民間保険モデルでは、保険会社が雇用主・団体・個人・家族に対して、その集団構成を元に積算したリスクを基準に、直接サービスを提供する。このモデルの保険者には、営利企業・非営利団体・コミュニティ共済組合などがある。一般的に民間保険モデルは、強制加入である社会保険プログラムとは対照的に任意加入である。
- 米国では、オバマケア対象者は各州が運営する医療保険取引所において民間企業から保険を購入し、その保障範囲は法で定められている。一方で貧困・高齢・障碍者については連邦政府が直接引き受ける（メディケア、メディケイド）。
- オーストラリアでは公的医療があるが、高所得者は加えて民間医療保険に加入することが推奨されている[29]。加入しない高所得者には税制上のペナルティを課すことで、高所得者が公的医療に流入しないような政策がなされている。

いくつかのユニバーサルヘルスケア採用国においては、民間保険は、医療費が高額な特定の健康状態を持つ人や、現在通院中の人は加入できないことが多い。例えば英国では、最大のプライベート保険者のひとつであるBUPAでは、highest coverage policyに基づいて長々とした例外リストがあり、こうした疾患の多くは機械的に国民保健サービスに回っている。

## 各国の制度

### アジア
- 日本では、職域保険と地域保険が併用されており、いずれも強制保険である。職域保険には、主に被用者が加入し健康保険組合や全国健康保険協会を保険者とする健康保険、船員を対象とする船員保険、公務員や私立学校教職員が加入する共済組合がある。地域保険には国民健康保険があり、主に自営業者を組織する国保組合と、以上のいずれにも該当しない者を対象とする市町村国保とが併存する。
- 韓国では、国民健康保険公団（朝鮮語版）を唯一の保険者とする公的医療保険制度である国民健康保険（국민건강보험）が設けられており、強制保険である。従来は日本と同様、制度が職域保険と地域保険とに分かれ、多数の保険者が存在していたが、その後制度の統合が進められ、2000年7月に現在のような単一保険者に移行した。
- 台湾（中華民国）では、中央健康保険署が一元的に管理する公的医療保険制度である全民健康保険が設けられており、強制保険である。
- シンガポールでは、保険は賦課方式を取っておらず、個人単位の医療貯蓄口座への積立方式（Medisave）である。

### アフリカ
ガーナにて達成されている。

### オセアニア
オーストラリア、ニュージーランドにて達成されている。

### ヨーロッパ
|                    | 公的医療制度の対象者             | 財源       |
| ------------------ | -------------------------------- | ---------- |
| アイスランド       | 全居住者                         | 税         |
| アイルランド       | 全居住者                         | 税         |
| イギリス           | 全居住者                         | 税         |
| イタリア           | 全国民                           | 事業主拠出 |
| オーストリア       | 被用者, 年金受給者, 失業者など   | 保険料, 税 |
| オランダ           | 全居住者                         | 保険料     |
| ギリシア           | 被用者, 年金受給者, 失業者など   | 保険料, 税 |
| スイス             | 全居住者                         | 保険料     |
| スウェーデン       | 全居住者                         | 税         |
| スペイン           | 被用者, 年金受給者, 低所得者など | 税         |
| デンマーク         | 全居住者                         | 税         |
| ドイツ             | 被用者, 年金受給者, 失業者など   | 保険料, 税 |
| ノルウェー         | 全居住者                         | 税, 保険料 |
| フィンランド       | 全居住者                         | 税, 保険料 |
| フランス           | 全居住者                         | 保険料, 税 |
| ベルギー           | 被用者, 年金受給者, 失業者など   | 保険料, 税 |
| ポルトガル         | 全居住者                         | 税         |
| リヒテンシュタイン | 全居住者                         | 保険料, 税 |
| ルクセンブルク     | 被用者, 自営業者, 年金受給者など | 保険料, 税 |

ヨーロッパの先進諸国では、加入者の範囲や保険料の高低、税金の投入率等は様々であるがほとんどの国で公的医療保険制度がある。
- イギリスでは、政府が一般税収を財源として国民保健サービス（NHS）を公的医療サービス制度として運営され、保険の仕組みを使っていない。
- イタリアでは、イギリスを参考に一般税収を財源としたSSN制度である。
- アイルランドでは、税収を財源としたHealth Service Executive(HSE)により公的サービスとして提供され、利用には自己負担がある。
- ドイツでは、一部の高所得者を除いて公的医療保険に加入することが義務づけられている。公的医療保険の保険者は疾病金庫（Krankenkasse）といい、職域保険と地域保険が存在し、複数の中から選択できる。
- スイスでは、市民全員が社会保険への強制保険であり、保険者は公的・民間の中から自由に選択できる[32]。
- 北欧諸国では高福祉高負担のノルディックモデル福祉国家として運営されている（フィンランド、スウェーデン、デンマーク、ノルウェー）。

そのほかチェコ、ハンガリー、アイスランド、イスラエル、ノルウェー、ポルトガル、スロベニア、スウェーデン、オーストリー、フランス、オランダ、スペイン、トルコ、ベルギー、ルクセンブルク、スロバキア、エストニアにて達成されている。

### 北米
カナダにて達成されている。
アメリカ合衆国領内では唯一プエルトリコが達成しており、州レベルではマサチューセッツ州が達成している。

### 南米
チリにて達成されている。